# Ingeborg Bronsart von Schellendorf

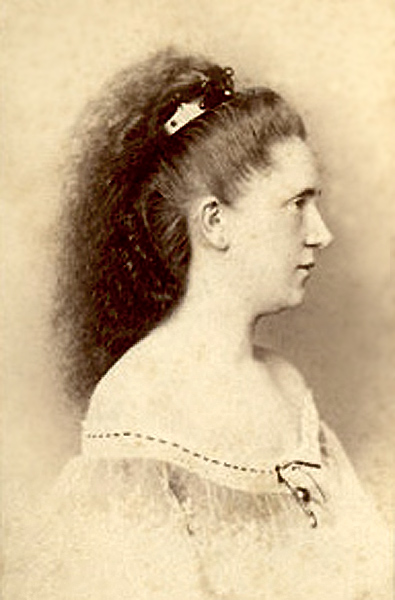
Ingeborg Bronsart von Schellendorf
(Lithografie von Julius Giere)

Ingeborg Maria Wilhelmina Bronsart von Schellendorf geb. Starck (* 24. August 1840 in Sankt Petersburg; † 17. Juni 1913 in München) war eine deutsche Pianistin und Komponistin.

## Leben
Sie entstammte einer in Russland ansässigen Familie finnlandschwedischer Kaufleute, und der Vater Otto Starck war Hofsattler. Sie lernte in Sankt Petersburg Klavierspiel bei Nikolai Martynow, Konstantin Decker und Adolf von Henselt. 1858 kam sie nach Weimar, wo sie bei Franz Liszt Klavierspiel lernte, und 1861 heiratete sie einen Liszt-Schüler, Hans Bronsart von Schellendorf. In den folgenden Jahren trat sie in Städten Russlands mit Konzerten auf.
Nachdem ihr Ehemann 1867 nach Hannover zum Generaldirektor königlicher Theater berufen worden war, musste sie ihre Auftritte unterbrechen und begann, sich mit der Komposition zu beschäftigen. Im Salon der Familie Bronsart kamen zu Besuch Joseph Joachim, Hans von Bülow, Friedrich Kaulbach, Friedrich Bodenstedt und viele andere Personen deutscher Kultur.
Von den Werken Ingeborg Bronsarts erfreuten sich ihre Opern einer besonderen Beliebtheit: Die Göttin von Sais oder Linas und Liane, Jery und Bätely mit dem Libretto nach Johann Wolfgang von Goethe, König Hiarne (1871, Uraufführung 1891) als Polemik gegen Richard Wagners Ring des Nibelungen.
Ihren Kaiser-Wilhelm-Marsch komponierte sie für die Siegesfeier des Deutsch-Französischen Krieges, auf der er am 17. Juni 1871 in der Berliner Hofoper uraufgeführt wurde; später erklang er auch zur Eröffnung des Frauenprogramms der Weltausstellung 1893 in Chicago.
Sie schuf viele Lieder zu Texten von Heinrich Heine, August von Platen, Mirza-Schaffy (in Übersetzung von Friedrich Bodenstedt) und Michail Lermontow. Zu ihren Werken gehörte auch ein (verschollenes) Klavierkonzert (1863), das sie u. a. am 21. November 1863 in Hannover unter der Leitung von Joseph Joachim spielte.

## Werke

### Opern
- Die Göttin von Sais oder Linas und Liane (1867)
- König Hiarne (1871)
- Jery und Bätely (1873)
- Die Sühne (1909)

### Konzerte
- Klavierkonzert f-Moll, (1863), verloren.

### Orchesterwerke
- Kaiser-Wilhelm-Marsch (1871)

### Lieder (Auswahl)
- Abendlied, op. 16 no. 1 (Text: Ernst von Wildenbruch)
- Abschied vom Kaukasus, op. 10 no. 2 (Text: Friedrich Martin von Bodenstedt)
- Das Vöglein, op. 10 no. 5 (Text: Friedrich Martin von Bodenstedt nach unbekanntem Verfasser)
- Der Blumenstrauss, op. 16 no. 4 (Text: Ernst von Wildenbruch)
- Die helle Sonne leuchtet, op. 8 no. 5 (Text: Friedrich Martin von Bodenstedt nach Mirzə Şəfi Vazeh)
- Die Loreley (Text: Heinrich Heine)
- Fünf Weihnachtslieder op. 11. Für eine Singstimme mit Begleitung des Pianoforte componirt (Text: Otto Jacobi) (Digitalisat).
- Gelb rollt mir zu Füßen, op. 8 no. 4 (Text: Friedrich Martin von Bodenstedt nach Mirzə Şəfi Vazeh)
- Ich fühle deinen Odem, op. 8 no. 6 (Text: Friedrich Martin von Bodenstedt nach Mirzə Şəfi Vazeh)
- Ich hab’ im Traum geweinet (Text: Heinrich Heine)
- Ich stand in dunkeln Träumen, op. 25 (Drei Lieder) no. 3 (Text: Heinrich Heine)
- Im Garten klagt die Nachtigall, op. 8 no. 2 (Text: Friedrich Martin von Bodenstedt nach Mirzə Şəfi Vazeh)
- Letzte Bitte, op. 16 no. 5 (Text: Ernst von Wildenbruch)
- Mir träumte einst ein schöner Traum, op. 10 no. 1 (Text: Friedrich Martin von Bodenstedt)
- Nachtigall, o Nachtigall, op. 10 no. 4 (Text: Friedrich Martin von Bodenstedt nach unbekanntem Verfasser)
- Sing, mit Sonnenaufgang singe, op. 10 no. 6 (Text: Friedrich Martin von Bodenstedt unbekanntem Verfasser)
- Ständchen, op. 16 no. 2 (Text: Ernst von Wildenbruch)
- Wenn der Frühling auf die Berge steigt, op. 8 no. 3 (Text: Friedrich Martin von Bodenstedt nach Mirzə Şəfi Vazeh)
- Wie lächeln die Augen, op. 10 no. 3 (Text: Friedrich Martin von Bodenstedt)
- Zuléikha, op. 8 no. 1 (Text: Friedrich Martin von Bodenstedt nach Mirzə Şəfi Vazeh)
- Zwei Sträusse, op. 16 no. 3 (Text: Ernst von Wildenbruch)